# Museu del Novecento
El Museu del Novecento és un museu italià dedicat a l'art del segle XX situat a la Piazza del Duomo, en el Palazzo dell'Arengario, a Milà.

## Descripció
La seva inauguració es va establir inicialment durant el 2009, amb motiu del centenari de l'edició del Manifest del Futurisme, però finalment va ser inaugurat el 6 de desembre de 2010. Acull al voltant de 400 obres principalment pictòriques, en una superfície expositiva de 5.000 m2, procedents de les col·leccions municipals de la ciutat de Milà.
Dissenyat pels arquitectes Italo Rota i Fabio Fornasari, el museu del Novecento és un conjunt arquitectònic caracteritzat per la sobrietat i la claredat i on es desenvolupa l'espai museístic, al voltant d'una rampa helicoidal, seguint un recorregut cronològic rigorós que exposa els diferents moviments artístics, des dels futuristes de canvi de segle, a través de l'avantguarda internacional, l'espacialisme i la Transavanguardia fins a l'Art pobre dels anys seixanta. Dissenyat en set nivells, l'última planta de l'edifici ofereix una vista panoràmica del duomo i també dona a una sala totalment dedicada a les obres de Lucio Fontana, incloent la seva espectacular decoració espacial lluminosa, un arabesc amb llums de neó blanques de més de 100 m de llarg.

## Principals obres
Giuseppe Pellizza
- Il Quarto Stato, 1901

Giacomo Balla
- Ragazza che corre sul balcone, 1912

Umberto Boccioni
- L'Homme en mouvement, 1913

Vassily Kandinsky
- Composition, 1916

Amedeo Modigliani
- Portrait de Paul Guillaume, 1916

Giorgio Morandi
- Natura morta con mezzo manichino di terracotta, 1919

Giorgio de Chirico
- Il figlio prodigo, 1922

Lucio Fontana
- Soffitto spaziale, 1956

Salvatore Garau
- Composizione, 1995

Piero Manzoni
- Merde d'Artiste, 1961